# Емец, Николай Васильевич
Николай Васильевич Емец (1898—1939) — начальник Управления НКВД по Курской области, старший майор государственной безопасности (1937).

## Биография
Родился в семье украинского чернорабочего. В РКП(б) с мая 1918 года.
Окончил сельскую школу в селе Журавное в 1907 году. Сельскохозяйственный рабочий, чернорабочий в имениях помещиков и на Чупаховском сахарном заводе в Ахтырском уезде с мая 1908 до июня 1913 года, после чего чернорабочий на Ахтырской мельнице и в булочной до мая 1914 года. Приказчик в железоскобяном магазине купца Милославского в городе Ахтырка до апреля 1915. Молотобоец и слесарь в железнодорожных мастерских в Петрограде до июня 1917 года, слесарь в железнодорожных мастерских Николаевской железной дороги до мая 1918 года.
В РККА командир роты и командир эскадрона 1-го Чрезвычайного и 2-го Гвардейского полков, комиссар дивизиона 13-го и 7-го кавалерийских полков, военком полка 40-й Богучарской дивизии и 92-го, 16-го, 32-го кавалерийских полков 6-й Чонгарской дивизии с мая 1918 до декабря 1919 года.
В органах ВЧК-ОГПУ-НКВД уполномоченный Особого отдела 16-й кавалерийской дивизии с декабря 1919 до 1920 года, затем заместитель начальника до октября 1921 года. Начальник Назранского отделения ВЧК в Горской республике до марта 1922. Уполномоченный и помощник начальника Особого отдела 6-й кавалерийской дивизии до марта 1923 года. Начальник отделения Армавирского окружного отдела ГПУ с апреля 1923 по февраль 1924 года.
Начальник отделения Таганрогского окружного отдела ГПУ, заместитель начальника Таганрогского окружного отдела ГПУ, начальник Секретно-оперативной части до августа 1924 года. Начальник Секретного отдела, Информационного отдела Самарского губернского отдела ГПУ с сентября 1924 до декабря 1925 года. Начальник Информационно-регистрационного отдела ПП ОГПУ по БВО и Западному краю со 2 января 1926 до 6 января 1930 года. Начальник восточного отдела ПП ОГПУ по Северо-Кавказскому краю с 6 января 1930 года, заместитель начальника Контрразведывательного отдела KPO ПП ОГПУ по Северо-Кавказскому краю до мая 1930 года. Начальник Черноморского окружного отдела ГПУ с мая 1930 до 1 октября 1930 года. Также начальник 32-го Черноморского пограничного отряда ОГПУ с мая 1930 до 16 декабря 1933 года, начальник Черноморского оперативного сектора ГПУ с 1 октября 1930 до 16 декабря 1933 года. Заместитель полпреда ОГПУ (затем заместитель начальника УНКВД) по Татарской АССР до 15 февраля 1935 года. Заместитель начальника УНКВД Калининской области до 27 марта 1936 года. Начальник УНКВД Курской области до 14 июня 1937 года. Начальник 3-го отдела Самарского ИТЛ НКВД с 5 августа 1937 до 16 марта 1938 года. Заместитель директора Дальстроя НКВД СССР до 1 декабря 1938 года.
Арестован 1 декабря 1938 года. Приговорён ВКВС СССР 10 марта 1939 года к ВМН и в тот же день расстрелян. Не реабилитирован.

### Звания[2]
- майор государственной безопасности, 05.12.1935;
- старший майор государственной безопасности, 20.01.1937.

### Награды
- знак «Почётный работник ВЧК — ОГПУ (V)» № 541;
- знак «Почётный работник ВЧК — ОГПУ (XV)», 04.02.1933.